# Поля-Ледницке

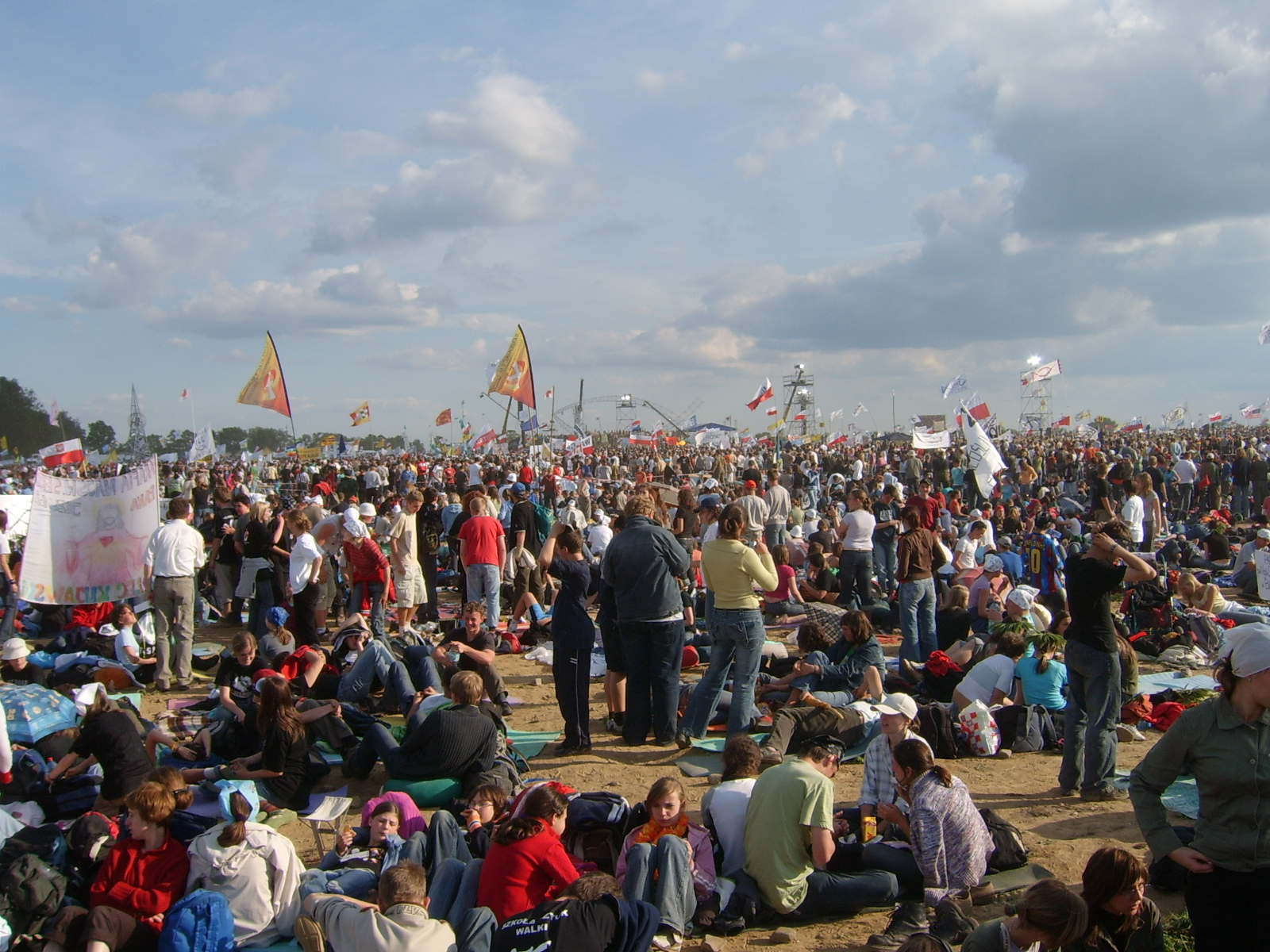
IX Всепольская встреча молодых — Ледница", 2006 г.

По́ля-Ледни́цке (пол.  Pola Lednickie) — село в Польше на территории гмины Кишково Гнезненского повета Великопольского воеводства. Находится на территории Ледницкого ландшафтного парка.

## История
Село было образовано 1 января 2013 года. До этого дня село было частью деревни Имёлки. Поля-Ледницке находится на берегу озера Ледница и с 1997 года на территории современного села проводятся молодёжные встречи под названием «Ogólnopolskie Spotkanie Młodych - Lednica 2000» (Всепольская встреча молодёжи — Ледница 2000).

## Достопримечательности
- На территории села находятся «Ворота-Рыба» (официальное название — «Ворота Третьего тысячелетия»).
- Дом Иоанна Павла II.
- Через село проходит Путь Святого Иакова.